# Susana (Santa Fe)
Susana is een plaats in het Argentijnse bestuurlijke gebied Castellanos in de provincie Santa Fe. De plaats telt 1.237 inwoners.